# Natalie Richer
Natalie Richer (* 13. července 1970 Sisteron) je bývalá francouzská reprezentantka ve sportovním lezení, mistryně světa v lezení na rychlost, mistryně Francie a finalistka mezinárodních závodů v lezení na obtížnost.

## Závodní výsledky
| Arco Rock Master | Arco Rock Master | Arco Rock Master | Arco Rock Master | Arco Rock Master | Arco Rock Master |
| Rok              | 1992             | 1993             | 1994             | 1995             | 1997             |
| ---------------- | ---------------- | ---------------- | ---------------- | ---------------- | ---------------- |
| Obtížnost        | 8                | 7                | 3                | 3                | 6                |

| Mistrovství světa | Mistrovství světa | Mistrovství světa | Mistrovství světa |
| Rok               | 1991              | 1993              | 1995              |
| ----------------- | ----------------- | ----------------- | ----------------- |
| Obtížnost         | 6                 | 13                | 8                 |
| Rychlost          | —                 | —                 | 1                 |

| Světový pohár       | Světový pohár   | Světový pohár  | Světový pohár | Světový pohár | Světový pohár | Světový pohár | Světový pohár | Světový pohár |
| Rok                 | 1991            | 1992           | 1993          | 1994          | 1995          | 1996          | 1997          | 1999          |
| ------------------- | --------------- | -------------- | ------------- | ------------- | ------------- | ------------- | ------------- | ------------- |
| Obtížnost           |                 | 8              | 5             | 3             | 4             | 4             | 6             | —             |
| jednotlivě* (x/x/x) | ,7,10,12,16,18, | ,9,13,9,7,6,17 | ,5,10,6,6,12, | ,,4,10,5,     | ,6,4,4,6,     | ,4,4,8,       | ,5,5,5,13,4,  | —             |
| Bouldering          | —               | —              | —             | —             | —             | —             | —             | 57-58         |
| jednotlivě* (x/x/x) | —               | —              | —             | —             | —             | —             | —             | ,28,          |

* poznámka: nalevo jsou poslední závody v roce
| Mistrovství Evropy | Mistrovství Evropy | Mistrovství Evropy | Mistrovství Evropy |
| Rok                | 1992               | 1996               | 1998               |
| ------------------ | ------------------ | ------------------ | ------------------ |
| Obtížnost          | 8                  | 6                  | 6                  |

| Mistrovství Francie | Mistrovství Francie | Mistrovství Francie | Mistrovství Francie |
| Rok                 | 1994                | 1995                | 1998                |
| ------------------- | ------------------- | ------------------- | ------------------- |
| Obtížnost           | 2                   | 1                   |                     |
| Bouldering          |                     |                     | 2                   |